# Juárez, Michoacán
Juárez là một đô thị thuộc bang Michoacán, México. Năm 2005, dân số của đô thị này là 12016 người.